# Hubert Göbbels
Anton Hubert Göbbels (* 28. Juni 1835 in Köln; † 9. September 1874 in Istanbul) war ein deutscher Architekt, preußischer Staats-Baubeamter und Mitgründer der Deutschen Bauzeitung.

## Leben

### Herkunft
Hubert Göbbels wurde als Sohn des Maurermeisters Tilmann Joseph Friedrich Göbbels und dessen Ehefrau Elisabeth Göbbels, geb. Auler im Haus Marzellenstraße 48 in unmittelbarer Nachbarschaft zur Jesuitenkirche geboren. Sein Vater war während der wenige Jahre später einsetzenden baulichen Verdichtung der Kölner Altstadt im Umfeld des vorherigen Stadtbaumeisters Johann Peter Weyer tätig, der zu den aktivsten Protagonisten dieses Phase zählte.

### Werdegang
Nach dem Besuch des städtischen Realgymnasiums in der Kreuzgasse in Köln, das er mit Abschluss des Schuljahres 1852/53, mit Ablegung der Reifeprüfung verließ, trat er im Herbst 1855 zum Studium in die Berliner Bauakademie ein. Zuvor hatte er das obligatorische Bauelevenjahr abgelegt. In Berlin legte Göbbels auch die Bauführerprüfung ab, für die er mit einem Reisestipendium ausgezeichnet wurde. Im Anschluss über mehrere Jahre bei Eisenbahnbauten im Rheinland beschäftigt, kehrte er schließlich nach Berlin zurück, um seine Studien fortzusetzen. 1862 nahm er an der Schinkel-Konkurrenz des Architekten-Vereins zu Berlin mit dem Entwurf einer Eisenbahnbrücke teil, mit dem er fast den 1. Preis errungen hätte, ehe er 1863 die Baumeisterprüfung ablegte.
Als Baumeister (d. h. als Assessor in der staatlichen Bauverwaltung) fand er zunächst als Hilfsarbeiter Beschäftigung bei der Bezirksregierung Gumbinnen, daneben befasste er sich weiterhin mit „theoretischen Studien aus dem Gebiete des Ingenieurwesens“. Im Jahr 1865 kehrte er dann nach Berlin zurück. Im Bereich der Königlichen Ministerial-Baukommission wurde er mit der Ausführung des Vorderhauses zu dem von Adolf Lohse entworfenen Wilhelms-Gymnasium beauftragt. In gleicher Stellung wechselte er 1867 in die Bauabteilung des Königlich Preußischen Handelsministeriums, dem er bis zum Beginn des Deutsch-Französischen Kriegs angehörte. Während des von Juli 1870 bis Mai 1871 dauernden Kriegs führte er als Kommandeur eine Ingenieur-Kompagnie, der letzte Einsatzort war Geestemünde. Kurz nach seiner Rückkehr erhielt Göbbels im Juli 1871 zunächst seine Ernennung zum Landbaumeister bei der Königlichen Bezirksregierung Erfurt wurde aber bereits im folgenden Monat für ein Jahr beurlaubt, um die Leitung des Neubaues eines Gesandtschaftshotels für das Deutsche Reich in Konstantinopel zu übernehmen.

### Konstantinopel

Deutsche Botschaft Istanbul (vor 1907)

Der Auftrag über die Vorplanung für eine Gesandtschaft in Konstantinopel, der damaligen Hauptstadt des Osmanischen Reichs wurde Hubert Göbbels durch das Reichskanzleramt übertragen. Es war der erste derartige Bau nach der Reichsgründung, mit dem sich dem neu gebildeten Deutschen Reich die Möglichkeit zur Darstellung der neu gewonnenen Stärke bot. Göbbels verwandte zunächst sechs Monate zur Ausarbeitung eines Entwurfs in Berlin, bevor er im Frühjahr 1872 nach Konstantinopel übersiedelte. Die sich schwierig gestaltende Bauplatzsuche und hieraus folgende wiederholte Entwurfsänderungen, führten letztlich dazu, dass der Bau erst im Sommer 1874 begonnen werden konnte. Durch diese und andere Verzögerungen in Konstantinopel festgehalten, beabsichtigte Hubert Göbbels im September 1874 zu einer länger geplanten Besuchsreise nach Deutschland zurückzukehren. Doch starb er am 9. September 1874 an einer Typhuserkrankung in Konstantinopel, wo er auch am 12. September beigesetzt wurde.
Die Fertigstellung der Gesandtschaft übernahm Albert Kortüm, unter dessen Leitung der 2,25 Millionen Mark teure Bau bis zu seiner bestimmungsgemäßen Übergabe am 1. Dezember 1877 vollendet wurde. Die auf dem Areal eines früheren Friedhofs am Boulevard von Ajas-Pascha in Pera oberhalb des Bosporus errichtete Gesandtschaft wurde bereits kurz nach ihrer Errichtung stark kritisiert. Sowohl seine massige Wirkung, inmitten eines damals noch sehr kleinteilig mit niedrigen Gebäuden bebauten Viertels, die durch die Hanglage noch begünstigt wird, als auch die gewählte Architektur wurden angegriffen. Die Kosten des 300 Räume umfassenden Bauwerks beeinflusste nicht zuletzt der aufwändige Transport der Baumaterialien aus Deutschland, Frankreich, Italien und anderen Staaten.

„Der Vorwurf, welcher dem Gebäude immer wegen seiner geschlossenen Massenhaftigkeit gemacht zu werden pflegt ... ist in Konstantinopel um so eher erklärlich, als das deutsche Palais eigentlich der erste moderne Bau ist, der in so strengem Stil und mit Anwendung des Backsteinrohbaus durchgeführt wurde. Gegenüber den Privatbauten Pera’s, den zierlichen kaiserlichen Palästen und der luftigen Moschee-Architektur kann man sich allerdings eines eigentümlichen Eindrucks nicht erwehren, den die geraden Linien, die grossen Flächen, die einfachen Gliederungen und die düsteren Farben des deutschen Botschaftsgebäudes hervor bringen. Das letztere, nicht unwesentliche Moment ist vorzugsweise durch eine Änderung bedingt worden, welche man in Bezug auf das erste, von Landbaumeister Göbbels aufgestellte Projekt beliebt hat. Während dieser eine Ausführung der Facaden in Backsteinmosaik, ähnlich der Bank in Berlin beabsichtigt hatte, zeigen dieselben nunmehr bis zum I. Stock Quaderputz, in den beiden oberen Geschossen dagegen einfachen Backsteinrohbau von braunen Steinen, deren Färbung dem Bau eine besonders ernste Stimmung verleiht. ... Wenn es in der Absicht der Architekten gelegen hat, dem Bau ein der Macht und Grösse Deutschlands entsprechendes Aeusseres zu geben, so ist dies jedenfalls gelungen.“

### Deutsche Bauzeitung
Als Mitglied des Architekten-Vereins zu Berlin reichte Hubert Göbbels 1866 einen Antrag ein, „ob nicht eine dauernde Verbindung zwischen den hiesigen und denjenigen Mitgliedern des Vereins welche Berlin verlassen haben, etwa durch wöchentliche Mitteilungen seitens des Vereins, hergestellt werden könne.“ Sein Anstoß war letztlich die Anregung zur Gründung der Deutschen Bauzeitung. Noch im selben Jahr wurde eine Gründungskommission gebildet, die sich aus Wilhelm Böckmann, Hermann Blankenstein, Johann Eduard Jacobsthal, Felix Sendler, Hubert Stier und Hubert Göbbels zusammensetzte. Am 5. Januar 1867 erschien die erste Ausgabe unter dem Titel „Wochenblatt, herausgegeben von Mitgliedern des Architekten-Vereins zu Berlin“, ab 1868 firmierte es als Deutsche Bauzeitung.

## Werk
| Baujahr   | Ortsteil | Adresse           | Bild                | Objekt                          | Maßnahme | Anmerkungen |
| --------- | -------- | ----------------- | ------------------- | ------------------------------- | -------- | --- |
| 1865 ff   | Berlin   | Bellevuestraße 15 | Lithographie (1866) | Wilhelms-Gymnasium              | Neubau   | Ausführung und Bauleitung des Vorderhauses nach Entwurf Adolf Lohse; ab 1935 Sitz des Volksgerichtshofs; 1945 kriegszerstört |
| 1871–1877 | Istanbul |                   | Botschaft (1877)    | Botschaft des Deutschen Reiches | Neubau   | Denkmalschutz; Fertigstellung unter Leitung von Albert Kortüm                                                                |